# Station Malestroit
Station Malestroit is een spoorwegstation in de Franse gemeente Malestroit. Het station is gesloten.